# Quarto Centenário
Quarto Centenário este un oraș în Paraná (PR), Brazilia.